# اماي شاهاب
محمد ارفيزا شاهاب (بالإنجليزية: Umay Shahab)‏ هو مخرج أفلام، ممثل، كاتب، وعارض إندونيسي.